# Kusursuz Kiracı
Kusursuz Kiracı è un serial televisivo drammatico turco composto da 6 puntate, trasmesso su Fox dal 30 agosto al 4 ottobre 2022. È diretto da Yusuf Pirhasan, scritto da Nermin Yıldırım, prodotto da MF Yapım ed ha come protagonisti Dilan Çiçek Deniz, Serkay Tütüncü, Bennu Yıldırımlar e Melisa Döngel.

## Trama
Mona è una giovane donna cresciuta in un orfanotrofio. Lavora in un giornale online e recentemente ha scritto di casi di incendio doloso in varie parti di Istanbul. Un giorno incontra il fotoreporter Yakup, venuto a fare la stessa notizia. Sebbene si piacciano, litigano perché hanno personalità completamente opposte. Di ritorno dal telegiornale, Mona vede che il padrone di casa, con il quale ha già litigato, ha messo le sue cose davanti alla porta. È costretta ad accettare l'offerta del suo nuovo conoscente Yakup di diventare un inquilino nella sua casa. Tuttavia, il primo giorno in cui Mona si trasferisce nell'appartamento, si rende conto che nell'appartamento stanno accadendo cose strane.

## Episodi
| Stagione       | Episodi | Prima TV Turchia | Prima TV Italia |
| -------------- | ------- | ---------------- | --------------- |
| Prima stagione | 6       | 2022             | inedita         |

### Prima stagione (2022)
| n° | Titolo originale | Prima TV Turchia  |
| -- | ---------------- | ----------------- |
| 1  | 1. Bölüm         | 30 agosto 2022    |
| 2  | 2. Bölüm         | 6 settembre 2022  |
| 3  | 3. Bölüm         | 13 settembre 2022 |
| 4  | 4. Bölüm         | 20 settembre 2022 |
| 5  | 5. Bölüm         | 27 settembre 2022 |
| 6  | 6. Bölüm         | 4 ottobre 2022    |

## Personaggi e interpreti
- Manolya "Mona" Ünkap, interpretata da Dilan Çiçek Deniz.
- Yakup Ortaç, interpretato da Serkay Tütüncü.
- Madam Vula, interpretata da Bennu Yıldırımlar.
- Leyla, interpretata da Melisa Döngel.
- Hamiyet, interpretata da Özlem Tokaslan.
- Sami, interpretata da Ruhi Sarı.
- Rüçhan Çalışkur.
- Cüneyt Göktürk, interpretato da Beyti Engin.
- Sabahat Göktürk, interpretata da Ümmü Putgül.
- Nihat Dinç, interpretato da Umut Kurt.
- Suzi Dinç, interpretata da Deniz Cengiz.
- Muzzafer Ortaç, interpretato da Hasan Şahintürk.
- Alptekin Serdengeçti.
- Şirin Öten.
- Pelin Polat, interpretata da Nilsu Yılmaz.
- Rami Narin.
- Emin Günenc.
- Yiğit Kağan Yazıcı.
- Almira Tuana Albay.
- Su Çeper.
- Deniz Gündoğdu.
- Oktay Oy.

## Produzione
La serie è diretta da Yusuf Pirhasan, scritta da Nermin Yıldırım e prodotta da MF Yapım.

### Riprese
La serie è stata girata a Istanbul, in particolare nella regione di Fatih, nei quartieri di Balat e Beykoz e nel distretto di Beşiktaş.